# Kupałauskaja
Kupałauskaja (biał. Купалаўская) – stacja mińskiego metra położona na linii Autazawodskiej.
Otwarta została w dniu 31 grudnia 1990 roku. 
Stacja jest jedną z trzech w całej sieci metra, do której wejście zostało wybudowane w istniejącym budynku. Pozostałe dwie to Kastrycznickaja i Płoszcza Lenina.
Jest to stacja przesiadkowa – znajduje się na niej przejście na stację Kastryniczkają linii Maskouskiej.